# 菅運吉
菅 運吉（すが うんきち、1817年（文化14年）3月 - 1877年（明治10年）8月10日）は、幕末の秋田藩（佐竹藩）の御用商人。木材で財をなし、江戸深川にも木場を置き、御三家（尾州、紀州、水戸）の御用達をつとめ、秋田屋仁左衛門と称し、“幕末の紀文”と呼ばれた。
秋田神社（千秋公園内）、京都下鴨神社にも木材を寄進している。秋田出身の財界人として、息子の礼治（秋田第四十八銀行頭取）、孫の礼之助（東京電力会長、経団連評議会議長）と三代にわたる家系。

## 経歴・人物

### 気骨のある人物
秋田藩内の雄勝郡雄勝町秋ノ宮岳ノ下（現在の秋田県湯沢市）に、藩から肝煎（きもいり）として山の管理を任されていた父、菅太右衛門（九代目）の子として生まれる。
若い頃から気骨のある性格で、天保4年（1833年）に凶作による大飢饉があった時に、17歳の運吉は惨状を見かねて、藩に直訴し減租を願った。藩主はこの志にうたれて、これを免じたので、村人は救われた。天保8年にも同様に減租を請願し、受け入れられている。また、藩内の豊富な山林に着目し、これを移出して藩の財政を充実させることを進言している。秋田神社、京都下鴨神社に木材を寄進するなどの藩への功績に、佐竹藩主より名字帯刀を許されている。

### 息子礼治と江戸での最盛期
運吉は3人の息子のなかで最も才覚に優れていた次男の礼治を早くから江戸深川へ帯同し、深川の木場の拡大などを手掛けさせた。明治維新前のこの江戸での10年ほどが、屋号“秋田屋”の最盛期であった。
しかし、運吉は明治維新により藩制が根底から改まると、秋田の能代へ拠点を移すことになる。礼治は江戸で事業を拡大し、渋沢栄一など中央の財界人の知遇を得て、“秋田の渋沢”と呼ばれるまでになったが、礼治も明治維新後、秋田の振興を目指して拠点を秋田市、土崎港に戻した。

### 明治維新で秋田の能代へ戻る
明治維新後、運吉は秋田の木材振興を意図して、秋田の能代港へ拠点を移した。しかし能代での木材業は役所の協力の下で始めたものであったが、地元の理解を得られなかったためか、運吉の事業は失意の連続であった。ほかに酒造業や藍畑、回漕業などにも着手したが、成功には至らなかった。
「幕末の紀文」とまで言われた運吉であったが、1877年（明治10年）8月10日、表舞台に戻ることなく一生を終えた。享年61歳。

## 親族
- 息子：菅礼治（1841-1912）秋田第四十八銀行頭取、秋田商法会議所会頭
- 孫：菅礼之助（1883-1971）東京電力会長、経団連評議会議長、石炭庁長官（吉田茂内閣）、日本相撲協会運営審議会会長、如水会会長、俳句結社「同人」主宰。

## 関連文献
- 菅家『連面記』（明治10年）
- 『秋田の先覚』～近代秋田をつちかった人びと～秋田県広報協会　（1968年）

## 参考書籍
- 『秋田人名大辞典』井上隆明監修　（秋田魁新報社　1974年）
- 『現代人物史伝　菅礼之助』河野幸之助著（日本時報社　1958年）
- 『新版　俳人菅裸馬』長瀬達郎著　（角川文化振興財団　2017年）